# メアリー・ケイ・ルトーノー
メアリー・ケイ・フアラアウ（Mary Kay Fualaau, 1962年1月30日 - 2020年7月6日）、結婚前の姓名メアリー・ケイ・シュミッツ（Mary Kay Schmitz）、最初の結婚時の姓名メアリー・ケイ・ルトーノー（Mary Kay Letourneau）は、未成年の生徒と性行為を行い2人の娘を妊娠・出産したことで知られる、アメリカ合衆国の元女性教師である。彼女は児童レイプの罪で懲役7年の刑を受けたが、その後この生徒と結婚した。

## 来歴

### 生家、最初の結婚
メアリーの両親はカリフォルニア州の保守的なカトリック教徒であった。父ジョン・ジョージ・シュミッツ（1930年 - 2001年）は元海兵隊のパイロットで、カリフォルニア州南部の大学教授からカリフォルニア州の州上院議員を務め、さらに1970年からは共和党の連邦下院議員を1期だけ務めた。公立学校での性教育に反対し、市民が自家用車内に拳銃を保持することに賛成するなど、選出のオレンジ郡の保守反動的風土から測ってもさらに保守的で、当時のニクソン大統領の中国訪問に反対を表明し、1972年の大統領選挙では共和党の予備選挙で敗北する。これを根に持ってアメリカ独立党の大統領候補として立候補したが、泡沫候補の扱いのまま落選する。母メアリー・シュミッツは反女性解放論者として「西海岸のフィリス・シュラフリー」と呼ばれ、テレビ討論番組に出演し、ERA（Equal Rights Amendment：合衆国憲法修正案）反対の論陣を張るなどしていた。メアリーの他に6人の兄弟姉妹があったが、弟は幼年期に自宅のプールで事故死している。やがて、父が大学教授時代の教え子と不倫関係にあって2人の子供を儲けていたことが、子供への虐待疑惑から明らかとなり、1982年に両親の政治的キャリアは終焉した。発端は、ペニスに髪の毛が固く結ばれた乳児が病院に運ばれたことで、虐待を疑われた母親が取り調べ中に子の父親が州議会議員のシュミッツであることを告白、シュミッツもそれを認めたため一斉に報道された。シュミッツは彼らに経済的援助を一切しなかったため、その不倫相手は仕事掛け持ちで2人の子を育てていたが、1994年に糖尿病により夭折、子供たちはシュミッツの妻の親友だったジーン・ディクソンが引き取ったが、ディクソンの死後施設に引き取られた。
メアリーは望まない妊娠のため、1984年6月30日に胎児の父スティーヴ・ルトーノーと気の進まない結婚をし、ともに大学を中退して職に就いたのち、夜学で教職資格を得て教師の職に就く。この間、夫スティーヴとの間に2男2女を儲けていたが、スティーヴは浮気が絶えなかったという。

### 生徒との関係
メアリーはワシントン州の小学校で2年生の担当となった時、サモア人を両親に持つヴィリ・フアラアウ（Vili Fualaau, 1983年6月26日 - ）に出会った。ヴィリはその時8歳であった。
彼女はその後再び、6年生の学級でヴィリ少年の担当となり、1996年夏に性的関係を持ち、その結果妊娠する。1997年2月に、少年とメアリーとの間でやり取りされていた手紙を夫スティーヴが発見し、スティーヴのいとこが保護サービス機関に報告したことで問題は発覚した。

### 裁判
1997年2月26日にメアリーは児童レイプの罪で逮捕され、その4か月後に娘を出産した。少年は自分たちの間に起こったことは何も間違ったことではないと主張し「重要なのは、僕たちが互いを愛し合っていたという事実だけだ」と記者に語った。また、メアリーの弁護士デイヴィッド・ガーキは1998年2月16日付けの『タイム』誌で「彼女は理想の男性を見つけた。だが、彼は13歳だった」と述べるなど、当時はメアリーに同情的な意見も見られた。
1997年8月7日、メアリーは2件の児童レイプの罪を認め、少年に二度と会わないことを約束し減刑され、懲役6か月（うち3か月は執行猶予）を宣告された。その際3年間の更生プログラムを受けることになったが、再犯の危険性は少ないと判断されたことから1998年1月1日に仮釈放された。だが釈放から数日後、彼女は躁うつ病の薬を飲まなくなり、心理療法にも行かなくなった。
政治家である父や兄弟たちは、このスキャンダルを鎮静化しようと必死に奮闘していた。

### 2度目の妊娠
1998年2月3日、警察は少年とカー・セックスを行っているメアリーを見つけ、少年に会わないという仮釈放の条件に反した咎で逮捕した。警察は現金6,500ドルとベビー服とパスポートを発見、海外逃亡を企てていた模様と報じられた。これにより仮出所は取り消され、7年半の懲役刑が復活して刑務所に戻された。
さらに1998年3月、彼女は再び妊娠していることが判明した。結局メアリーが押し切った形となり、それ以上の訴追はされずに、少年らの家族はメアリーを家族の一員として迎え入れることになった。10月16日に2人目の娘が生まれたが、誕生の数時間後には刑務所に戻された。

### 少年との結婚・離婚、そして逝去
1999年5月、最初の夫であるスティーヴと離婚した。2001年1月には、がんを患っていた父ジョンが死去した。メアリーは葬儀への参列を希望したが、刑務所はこれを認めなかった。
その後、2004年8月4日に仮出所し、2005年5月20日にヴィリ・フアラアウと結婚した。セレモニーは、テレビ局（担当した番組はアメリカの娯楽ニュース番組『エンターテイメント・トゥナイト』）によって取り仕切られた。
しかし、2017年にヴィリが離婚を申請、2018年には離婚が成立していた。結婚から12年、ヴィリが離婚申請に至った理由は明らかになっておらず、ヴィリの弁護士もコメントを拒否している。
2020年7月6日深夜、58歳で亡くなったことを米国の複数のメディアが報じた。彼女は末期がんに冒されており、数か月の闘病の後に、元夫のヴィリや家族が見守るなかで静かに息を引き取ったという。

## 著書
- “Un seul crime, l'amour (Only one crime, love)”Letourneau, Mary Kay, Vili Fualaau (1999) ISBN 2-221-08812-3
  - （日本語訳）『禁じられた愛―それは愛なのか、それともレイプだったのか?』　村上能成 訳、日本文芸社（1999年） ISBN 4-537-02687-1

## この事件を題材とした作品

### 映画
- All-American Girl: The Mary Kay Letourneau Story (2000年)
- 『あるスキャンダルの覚え書き』 監督：リチャード・エア　脚本：パトリック・マーバー　R-15指定
- 『メイ・ディセンバー ゆれる真実』 監督：トッド・ヘインズ　脚本：サミー・バーチ　R15+指定

### 楽曲
- ジル・ソブル（英語版）「Mary Kay」（アルバム『Pink Pearl』に収録、上記映画の主題歌）